# Psykiatrifonden
Psykiatrifonden (engelsk navn: Danish Mental Health Fund) er en humanitær, sygdomsbekæmpende organisation. Psykiatrifondens hovedformål er at nedbryde fordomme og tabuer om psykisk sygdom, rådgive og vejlede pårørende samt sætte psykisk sygdom på dagsordenen.

## Formål
Psykiatrifonden har opstillet fire hovedformål:
- Nedbryde fordomme
- Sætte psykisk sundhed og sygdom på dagsordenen
- Rådgive og hjælp pårørende
- Rådgive om psykisk trivsel på arbejdsmarkedet

## Historie
Psykiatrifonden blev etableret i 1996 af overlæge og tidligere formand Jes Gerlach i samarbejde med Jens Elbirk. Psykiater Torsten Bjørn Jacobsen overtog i 2019 formandsposten efter overlæge Anne Lindhardt. Marianne Skjold er Psykiatrifondens direktør. Psykiatrifondens bestyrelse er frivillig, mens vederlaget til direktør Marianne Skjold Larsen i 2018 udgjorde 1,07 mio. kr.
Siden 2005 har Hendes Kongelige Højhed Kronprinsesse Mary været protektor for Psykiatrifonden.
Psykiatrifonden har bl.a. fokus på børn og unges psykiske problemer. De har bl.a. dokumenteret at omkring 60 % af frafaldet på ungdomsuddannelserne skyldes psykiske problemer.